# اولیویا بونامی
اولیویا بونامی (فرانسوی: Olivia Bonamy‎؛ زادهٔ ۲۱ سپتامبر ۱۹۷۲) هنرپیشه اهل فرانسه است.
از فیلم‌ها یا برنامه‌های تلویزیونی که وی در آنها نقش داشته‌است می‌توان به پاریس، بخوان لبانم را و اسیر اشاره کرد.